# Орловский, Владимир Донатович
Влади́мир Дона́тович Орло́вский (1842—1914) — русский и украинский художник-пейзажист, ученик А. П. Боголюбова, автор многочисленных работ, выполненных в Москве и Санкт-Петербурге для императорской четы Александра III, академик ИАХ.

## Биография
Родился в дворянской семье украинского происхождения. Отец художника был богатым киевским помещиком. Начальное художественное образование получил во Второй киевской гимназии у И. М. Сошенко. Позже переехал в Петербург, поступил в Императорскую академию художеств в класс А. П. Боголюбова. Будучи в Петербурге, Владимир Орловский познакомился с работами многих мастеров-маринистов. Также он познакомился с работами Т. Г. Шевченко. Писал масляными красками ещё до поступления в 1861 году в Санкт-Петербургскую академию художеств, где стал делать быстрые успехи, так что уже в 1863 году получил большую серебряную медаль академии. В годы учёбы писал этюды в Крыму, Киевской губернии, в Карелии, в Великом княжестве Финляндском и на Кавказе.
1868 год — окончил Санкт-Петербургскую Императорскую академию художеств со званием классного художника 1-й степени, а за крымские виды получил большую золотую медаль (1867) и право поездки за казённый счёт за границу. Три года (1869—1872) «пенсионером от Академии» работал в Париже, Швейцарии, Германии и Италии.

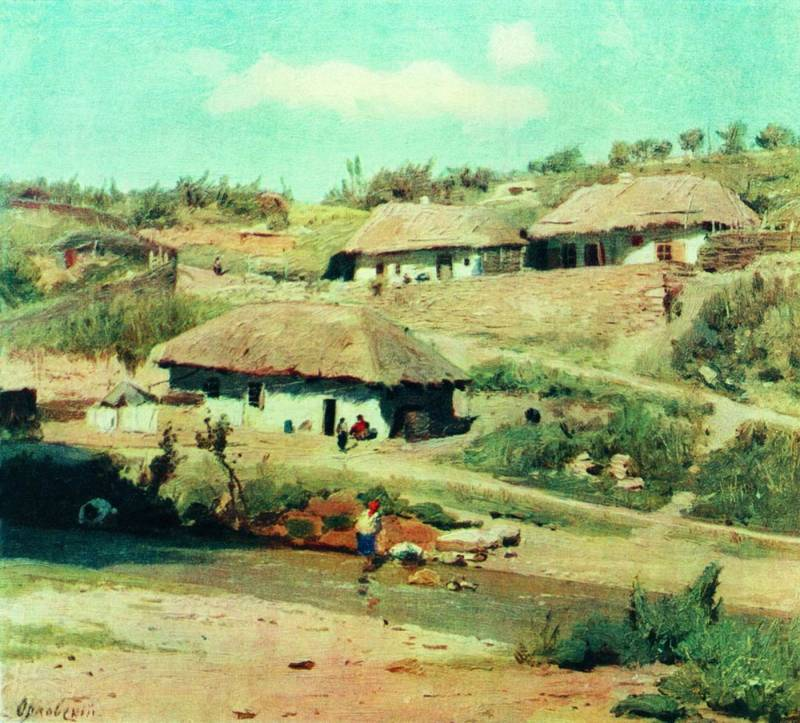
В. Д. Орловский. «Хаты в летний день». 1870-е гг. Музей украинского изобразительного искусства (Киев)

За картины «Перед шквалом», «Закат солнца», «Болото», «В степи», «Костёр в поле», «Посев», «Лесной сруб», «Пески», которые экспонировались на Академической выставке, в 1874 году удостоен звания академика Санкт-Петербургской академии художеств. В 1878 году за картины «На покосе», «Мол в Поццуоли», «Утро на берегу Неаполитанского залива» и «На море перед грозой» утверждён в звании профессора пейзажной живописи, дававшего право вести преподавательскую деятельность. Впоследствии — член Совета Санкт-Петербургской Императорской академии художеств.
Принимал участие в деятельности Киевской рисовальной школы Н. И. Мурашко, в организации Киевского художественного училища; преподавал в Академии художеств, в частности, у Владимира Казанцева — известного впоследствии уральского пейзажиста.
Несколько лет после того он писал на мотивы, почерпнутые в Тайцах (Петербургской губернии) и Гатчине, наконец, в 1885—1890 годах писал морские пейзажи, которыми занимался и прежде.
Живопись Орловского, сначала не вполне свободная («Деревня Коказ в Крыму» 1868, вошла в собрание Академии художеств) стала мало-помалу широкой, а колорит стал обогащаться. Хороший рисовальщик, Орловский помещал в свои картины хорошо поставленные и расположенные фигуры.
Картины художника очень разнообразны как по природе (от Финляндии до Крыма), так и по содержанию (пасмурный день, зимняя лунная ночь, закат солнца, осенний разлив и т. д.). Он писал болота, заросшие пруды, также как луга и нивы, берёзовые и грабовые леса, придавая им романтизированный облик, играя со светом; но его специальность — преимущественно открытые виды, а не внутренность леса. Орловский чаще хороший наблюдатель природы, чем искатель поэтических настроений, хотя не лишён и последних (например «Зимняя лунная ночь», входившая в коллекцию великого князя Владимира Александровича). Его морские виды замечательны детальным рисунком больше, чем колоритом («Вал», 1888 г., была приобретена великим князем Константином Константиновичем).
Особой непосредственностью восприятия отличаются небольшие работы, похожие, скорее, на этюды. Тут художник вплотную  подходит к реальной  природе. И хоть в них ещё нет мягкой пленэрности, которая стирает резкие грани форм, автор тщательно выписывает каждую травинку и цветочек, но солнце, его теплый и яркий свет, объединяет этот мир в единое гармоничное целое. В этом мире есть место и природе, и предметным реалиям быта, и, конечно же, человеку, который живёт и трудится на земле. Буквально двумя-тремя, почти миниатюрными мазками Орловский рисует фигурки женщин, которые загребают на лугу сено, рыбаков в лодках, крестьянок, которые кормят живность во дворе.
Из его картин можно ещё назвать:
- «Привал охотников в лесу белого бука» (1882),
- «Облака над морем» (1885),
- «Пасмурный день» (1889).

•    «Стадо в лесу» (1881). Картина  экспонируется  в Костромском государственном историко-архитектурном и художественном музее-заповеднике.               Много писал для аристократии Москвы и Петербурга, для царской фамилии, был популярен наравне с И. К. Айвазовским, в его творчестве видно влияние А. И. Куинджи.
Скончался в итальянском городе Нерви. Похоронен в Киеве, на Лукьяновском кладбище (участок № 17, ряд 1, место 29).

## Галерея

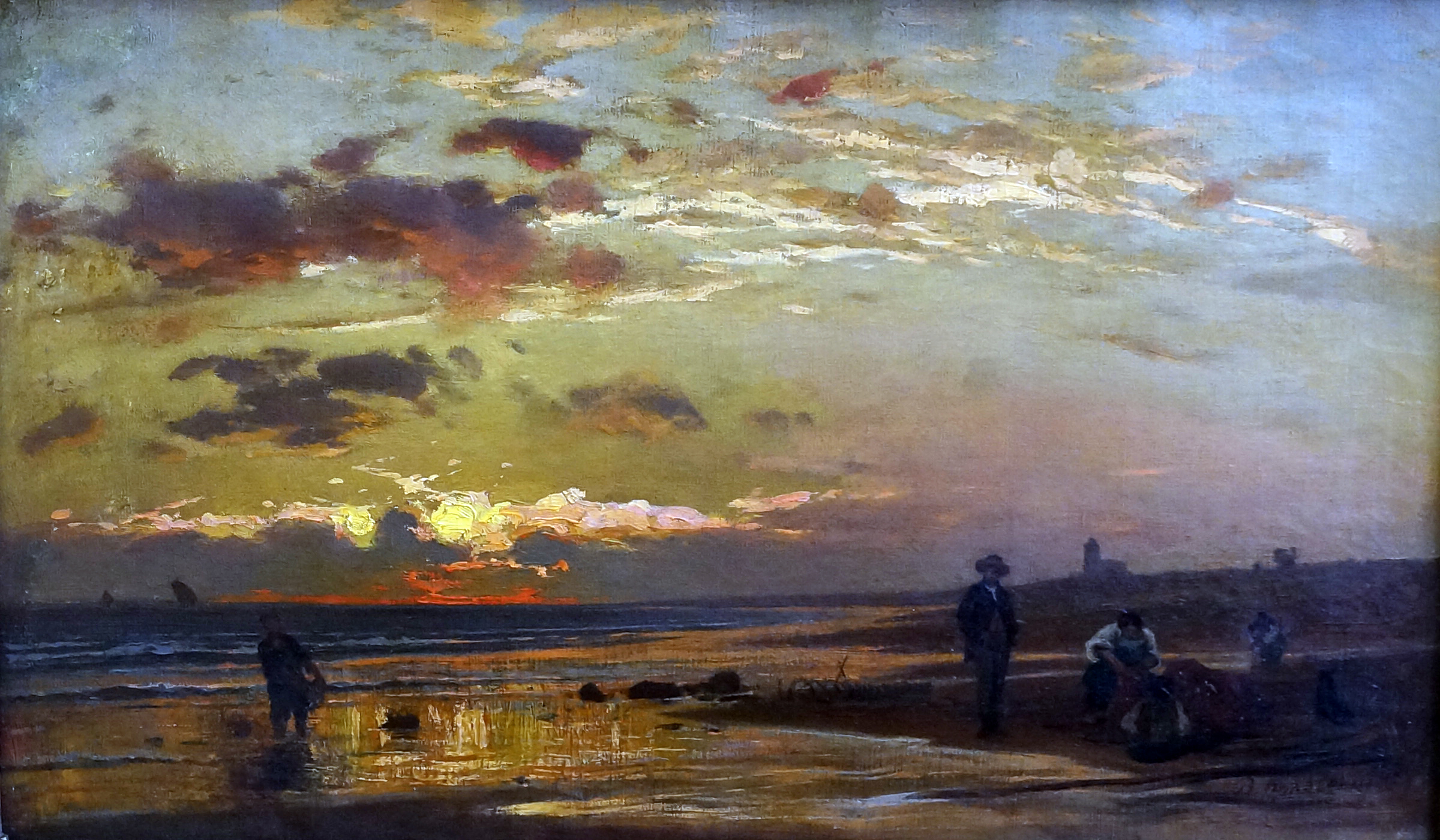
«Закат над рекой. Рыбаки», 2-я половина XIX века. Сочинский художественный музей, Россия
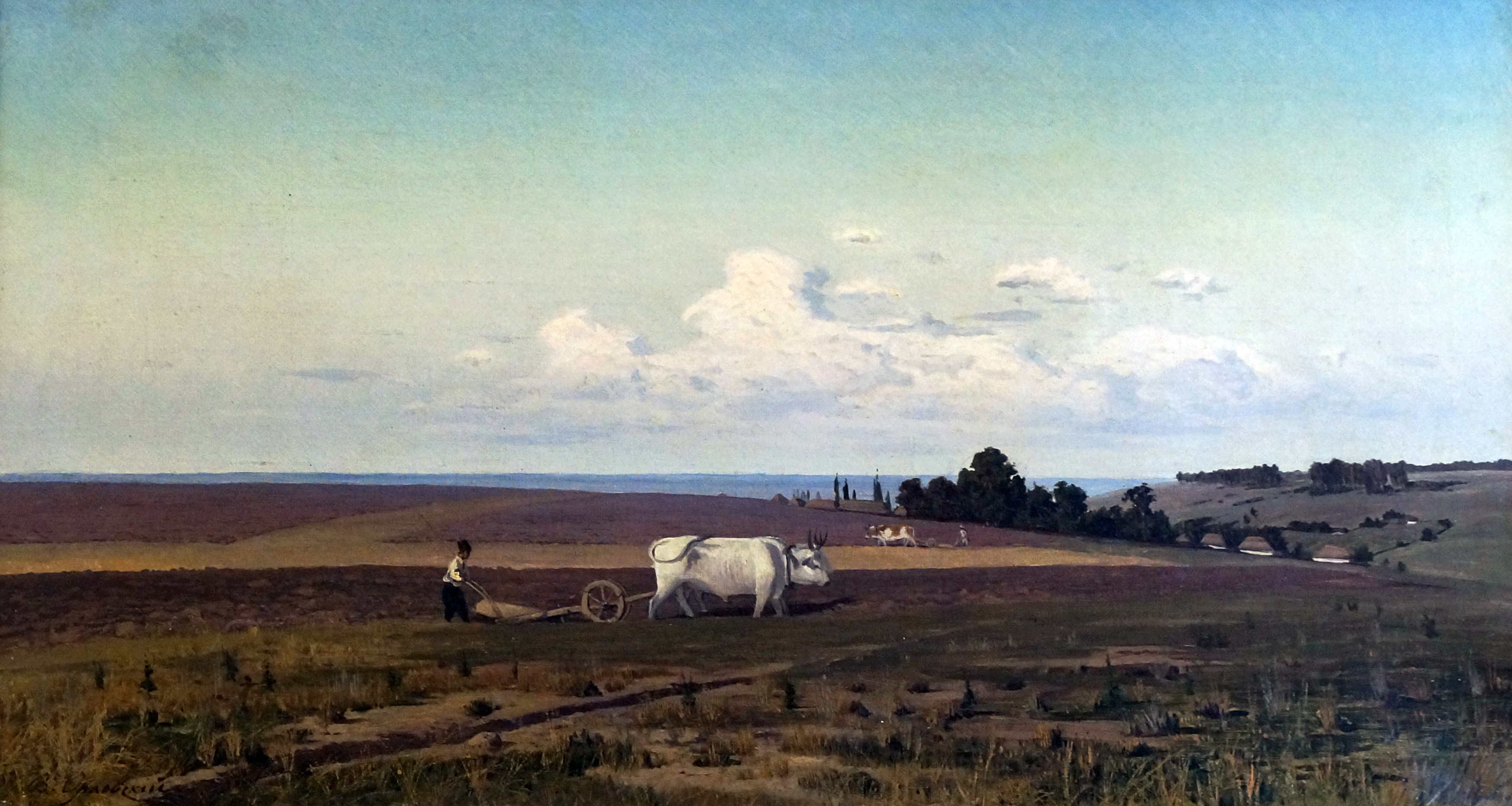
«Пахота на волах», 1886 год. Сочинский художественный музей, Россия
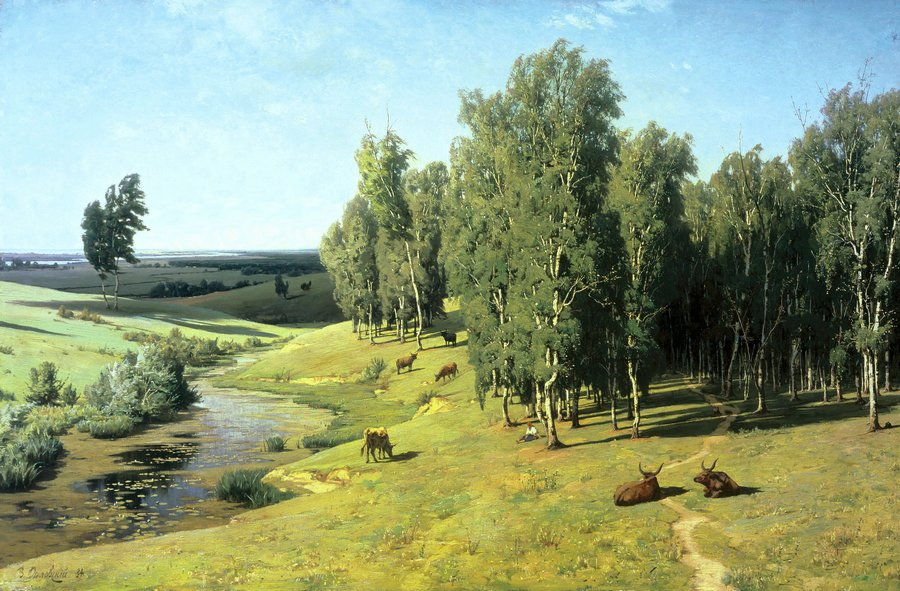
Летний день. 1884г
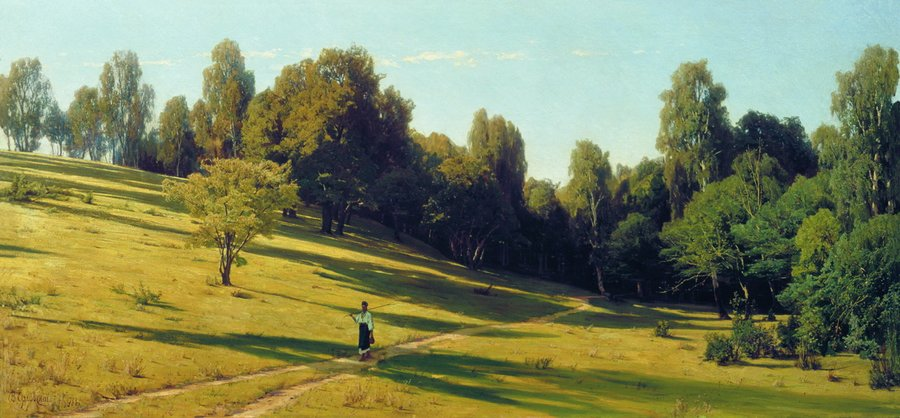
Летний день.
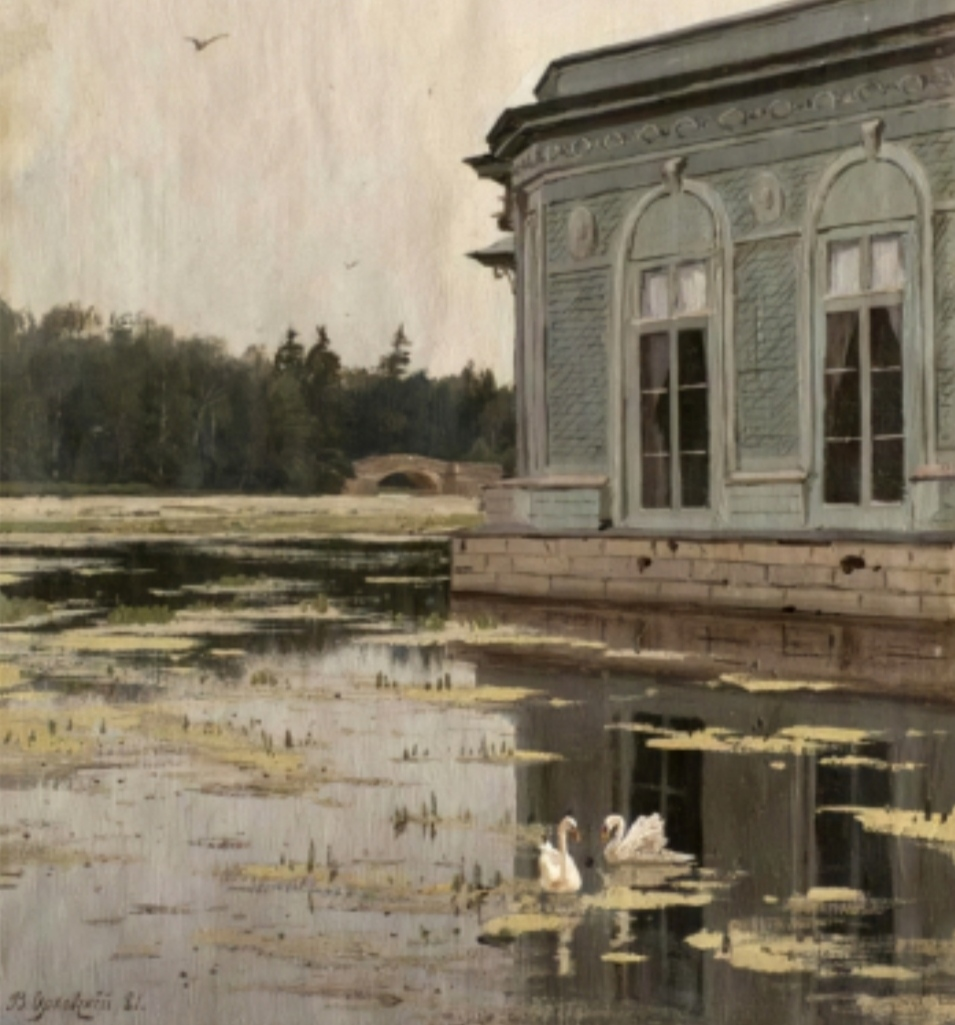
Павильон Венеры в Гатчинском парке.1881 год
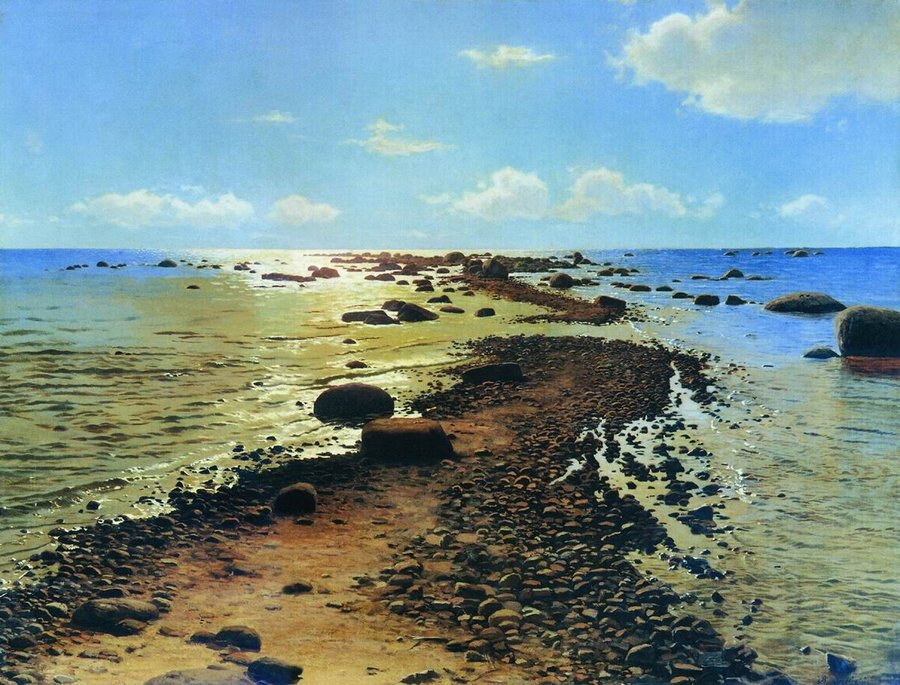
Отмель.1890-е